# NGC 2601
NGC 2601 je prečkasta spiralna galaktika u zviježđu Letećoj ribi.

## Vanjske poveznice
- SEDS: NGC 2601